# Argochampsa
Argochampsa to rodzaj morskiego paleoceńskiego krokodyla, znanego z osadów marokańskiego basenu Oulad Abdoun. Jego nazwa rodzajowa pochodzi od mitycznego statku Argo i greckiego słowa champsa - krokodyl, epitet gatunkowy (krebsi) honoruje zaś prof. B. Krebsa. 
Holotyp (OCP DEK-GE 1201) to prawie kompletna czaszka z fragmentami żuchwy. Później do rodzaju Argochampsa przypisano dwa kolejne osobniki: pierwszego małego, znanego wyłącznie z pojedynczych kości czaszki (OCP DEK-GE 1204) i drugiego większego (OCP DEKGE 333), obejmującego dobrze zachowaną czaszkę i fragmentaryczny szkielet pozaczaszkowy (pojedynczy kręg szyjny, żebra trzech kręgów szyjnych, w tym dźwigacza i obrotnika, pięć kręgów, niekompletne kości ramienne).
Zęby argochampsy były wąskie, wydłużone i gładkie, pozbawione prążkowania, a także lekko środkowo-tylne zakrzywione.
Te występujące w żuchwie były podobne do zębów kości szczękowej. Pysk zajmował ok. 70% całkowitej długości czaszki. 
Według konsensów najbardziej parsymonicznych drzew filogenetycznych z różnych prac naukowych Argochampsia:
- tworzy politomię z  Eogavialis africanum (Hua i Jouve, 2004[1])
- jest bliżej spokrewniona z rodzajem Gavialis niż Eogavialis i tworzy politomię z południowoamerykańskim Piscogavialis jugaliperforatus{Jouve i współpracownicy, 2006[2])
- tworzy klad z Gavialis, Eogavialis i gawialoidami z Ameryki Południowej (Jouve i współpracownicy, 2008[3]).